# Weissia malayensis
Weissia malayensis là một loài Rêu trong họ Pottiaceae. Loài này được (M. Fleisch.) Manuel miêu tả khoa học đầu tiên năm 1981.